# Álex Urtasun
Pour les articles homonymes, voir Urtasun (homonymie).
Alejandro « Álex » Urtasun Uriz, né le 30 avril 1984 à Pampelune en Espagne, est un joueur espagnol de basket-ball.

## Vie privée
Il a un frère jumeau, Txemi, lui aussi basketteur.